# The Legend of Zelda (Film)
The Legend of Zelda ist ein angekündigter Realfilm, der auf der Videospielserie The Legend of Zelda basiert. Der Film soll am 7. Mai 2027 veröffentlicht werden. Die Realverfilmung soll von Nintendo und Arad Productions produziert und von Sony Pictures vertrieben werden. Das Drehbuch wurde von Derek Connolly geschrieben, Regie soll Wes Ball führen.
Es wird die erste Verfilmung der Zelda-Reihe sein und nach Super Mario Bros.: Peach-Hime Kyushutsu Dai Sakusen! (1986), Super Mario Bros. (1993), Dōbutsu no Mori (2006) und Der Super Mario Bros. Film (2023) der fünfte Film, der auf einem Nintendo-Franchise basiert.

## Produktion
Im Juni 2023 hieß es, dass Nintendo nach dem Erfolg ihres Films Der Super Mario Bros. Film kurz davor stehe, einen Vertrag mit Illumination und Universal Pictures über die Produktion einer Verfilmung ihres Franchise The Legend of Zelda abzuschließen, doch Chris Meledandri, CEO von Illumination, bestritt diese Berichte später in diesem Monat.
Der Film wurde am 7. November 2023 offiziell angekündigt, mit Wes Ball als Regisseur und Avi Arad als Co-Produzent neben dem Schöpfer der Videospielserie, Shigeru Miyamoto. Der Film soll 2027 erscheinen. Der Film wird von Nintendo und Arad Productions, der Produktionsfirma des Co-Produzenten Avi Arad, produziert werden und wird von Nintendo und Sony Pictures Entertainment finanziert, wobei mehr als 50 % von Nintendo finanziert werden sollen. Der Vertrieb des Films wird weltweit von Sony Pictures übernommen werden.
Am 28. März 2025 kündigte Nintendo durch ihre News-App Nintendo Today! den 26. März 2027 als neues Veröffentlichungsdatum an. Der Kinostart in Deutschland war bereits einen Tag zuvor, am 25. März 2027 geplant. Am 9. Juni 2025 kündigte Nintendo über soziale Medien an, dass der Kinostart auf den 7. Mai 2027 verschoben wurde.
Am 16. Juli 2025 kündigte Miyamoto auf X an, dass Zelda von Bo Bragason und Link von Benjamin Evan Ainsworth gespielt werden sollen.